# La Poupée diabolique
Pour plus de détails, voir Fiche technique et Distribution.
La Poupée diabolique (Devil Doll) est un film d'horreur britannique réalisé par Lindsay Shonteff, sorti en 1964. 

## Synopsis
À Londres, le reporter américain Mark English et sa petite amie Marianne Horn assistent au spectacle du grand Vorelli, un hypnotiseur et ventriloque accompagné de sa marionnette Hugo. Mais celle-ci semble être vivante et mobile. Alors que Marianne est choisie pour un numéro d'hypnose, English souhaite écrire une histoire sur ce magicien aux pouvoirs incroyables et sa poupée capable de bouger et parler sans qu'il la manipule. Sous l'influence de Mark, Marianne invite Vorelli à venir au bal de charité de sa tante, ce qu'il accepte. 
Le soir du bal, Vorelli ensorcelle Horn pour la séduire car il s'est aperçu qu'elle est une riche héritière. Au même moment, chez lui, English reçoit la visite de Hugo qui l'appelle à l'aide en répétant "1948" et "Berlin" avant de disparaître. Le jour suivant, le reporter décide d'enquêter sur le passé du magicien et, simultanément, Marianne, victime d'hallucinations, tombe malade avant de plonger dans un semi-coma. Inquiet pour la santé de son compagne, English est bien déterminé à percer le secret du saltimbanque et de sa poupée. Ses investigations le mènent à Berlin où il découvre que Vorelli était un docteur spécialisé dans le transfert d'esprits. Une de ses anciennes assistantes lui raconte que, en 1948, elle travaillait pour lui avec un autre collègue, un certain Hugo. Avant de lui révéler que Vorelli l'a assassiné pour transférer son âme dans une poupée.  
Pendant ce temps, sous les ordres de Vorelli, la marionnette Hugo tue son assistante jalouse de Marianne, toujours hypnotisée par le magicien qui veut s'emparer de sa fortune. Le ventriloque expose son plan à Hugo : il partira avec elle, toujours sous son emprise, en Espagne pour l'épouser puis la tuer afin de transférer son âme dans une nouvelle poupée. Mais celle de Hugo veut surtout prendre le contrôle du corps de Vorelli.

## Fiche technique
- Titre original : Devil Doll
- Titre français : La Poupée diabolique
- Réalisation : Lindsay Shonteff
- Scénario : Ronald Kinnoch, d'après une histoire de Frederick E. Smith
- Montage : Ernest Bullingham
- Photographie : Gerald Gibbs
- Production : Richard Gordon et Kenneth Rive
- Société de distribution : Associated Film Distributing Corp.
- Pays d'origine :  Royaume-Uni
- Langue originale : anglais
- Format : noir et blanc
- Genre : horreur
- Durée : 81 minutes
- Dates de sortie : 
  -  États-Unis : septembre 1964
  -  France : 19 juillet 1968 (Lille); 7 juin 2016 (sortie en DVD)

## Distribution
- Bryant Haliday (VF : Jacques Dacqmine) : Vorelli
- William Sylvester (VF : Roland Ménard) : Mark English
- Yvonne Romain (VF : Nelly Benedetti) : Marianne (Marie-Anne en VF) Horn
- Sandra Dorne (VF : Jacqueline Ferrière) : Magda Cardina
- Nora Nicholson : la tante Eva
- Alan Gifford (VF : Jean Martinelli) : Bob Garrett (Bob Gerhardt en VF)
- Karel Stepanek (VF : Gérard Ferrat) : docteur Heller
- Francis De Wolff (VF : Pierre Leproux) : docteur Keisling
- David Charlesworth (VF : Guy Piérauld) : Hugo Novik
- Sadie Corre (VF : Guy Piérauld) : Hugo la marionnette
- Guy Deghy (VF : Jean Clarieux) : Hans
- Heidi Erich (VF : Arlette Thomas) : Grace
- Philip Ray (VF : René Blancard) : l'oncle Walter
- Ella Tracey (VF : Paule Emanuele) : Louisa (Jane en VF)